# 阿尔滕基兴 (梅克伦堡-前波美拉尼亚州)
阿尔滕基兴（德語：Altenkirchen，發音：[ˌaltn̩ˈkɪʁçn̩] ⓘ）是德国梅克伦堡-前波美拉尼亚州前波美拉尼亚-吕根县的市镇，总面积为22.66平方千米，2023年12月31日总人口为921人。